# Geschichte der Marsbeobachtung

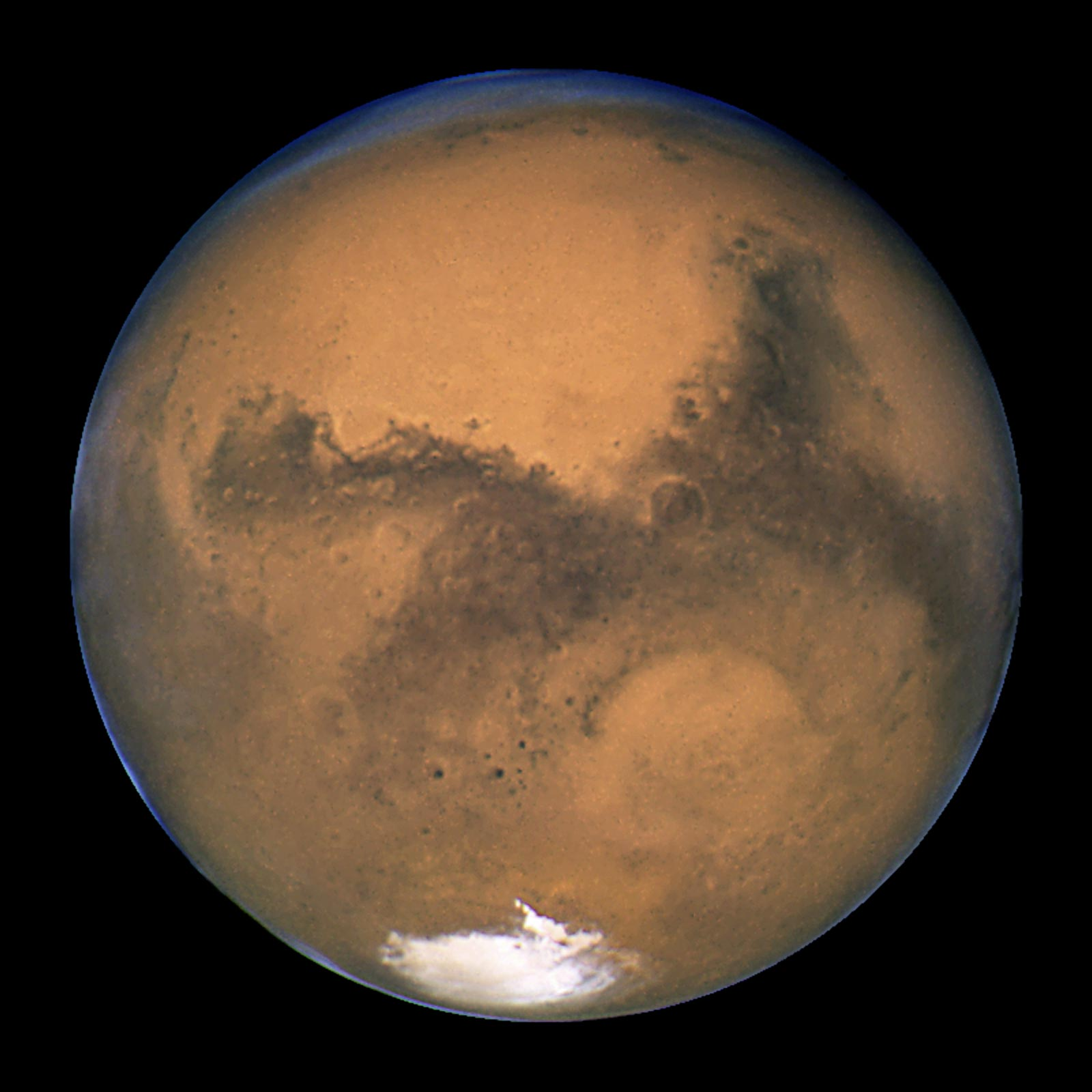
Aufnahme des Planeten Mars mit dem Hubble-Weltraumteleskop während der Opposition im Jahr 2003

Die Geschichte der Marsbeobachtung befasst sich mit den Aufzeichnungen zur Beobachtung des Planeten Mars.

## Beobachtungen im Altertum
Die nachgewiesene Geschichte der Marsbeobachtung geht zurück bis in die Zeit der Astronomie im Alten Ägypten im 2. Jahrtausend v. Chr. Chinesische Aufzeichnungen über die Bewegungen des Mars erschienen vor der Gründung der Zhou Dynasty (1045 v. Chr.). Genaue Beobachtungen der Position des Mars geschahen durch babylonische Astronomen, die arithmetische Methoden entwickelten, um die zukünftige Position des Planeten vorherzusagen. Die alten griechischen Philosophen und Astronomen entwickelten ein geozentrisches Weltbild, um die Planetenbewegung vorherzusagen.
Vermessungen der Winkelausdehnung (auch scheinbarer Durchmesser) des Mars, gab es bereits in alten griechischen und indischen Texten. Anders als bei Sternbedeckungen durch den Mond, die an seiner im Schatten befindlichen Seite augenblicklich erfolgen, dauert die vollständige Bedeckung eines Planeten durch die Mondscheibe je nach scheinbarem Winkeldurchmesser mehrere Sekunden. Aristoteles erwähnt in seiner Schrift Über den Himmel zum Beispiel die Bedeckung des Planeten Mars durch die Schattenseite des zunehmenden Halbmonds im Sternbild Löwe am 5. April 357 v. Chr. in den frühen Abendstunden, bei der es über 15 Sekunden lang gedauert hatte, bis der Mars nach dem ersten scheinbaren Kontakt mit der Mondscheibe vollständig verschwand.

## Beobachtungen in der Neuzeit
Im 16. Jahrhundert schlug Nikolaus Kopernikus ein heliozentrisches Weltbild für das Sonnensystem vor, in dem die Planeten die Sonne auf Kreisbahnen umrunden. Dieses Modell wurde von Johannes Kepler weiterentwickelt, wobei er die vergleichsweise stark von der Kreisbahn abweichende elliptische Umlaufbahn des Mars entdeckte, welche den Daten der Beobachtungen wesentlich genauer entsprach. Er konnte sich dabei auf die langjährigen Aufzeichnungen des  Planeten Mars des dänischen Astronomen Tycho Brahe beziehen, der dessen Planetenpositionen  noch ohne Fernrohr, jedoch mit bis dahin nicht gekannter Genauigkeit beobachtete.

## Frühe Fernrohrbeobachtungen
Bei seiner größten Annäherung beträgt der Winkeldurchmesser des Mars 25 Bogensekunden. Dies ist für das Auflösungsvermögen des bloßen Auges zu klein, um den Mars als Scheibe auflösen zu können. Deswegen war vor der Erfindung des Teleskops außer seiner Bewegung im Fixsternhimmel nichts über den Planeten bekannt.
Der italienische Wissenschaftler Galileo Galilei war der erste Mensch, der ein Teleskop für astronomische Beobachtungen verwendete. Seinen Aufzeichnungen zufolge begann er im September 1610 mit der Beobachtung des Mars durch sein Galilei-Teleskop. Dieses Instrument war allerdings nicht leistungsfähig genug, um Oberflächendetails des Planeten erkennen zu können. Galilei setzte sich zum Ziel, Planetenphasen bei verschiedenen Phasenwinkeln zu erkunden, die bereits von der Venus und vom Mond bekannt waren. Dabei stellte er im Dezember 1610 fest, dass der Mars in seinem Winkeldurchmesser geschrumpft war. Dem Danziger Astronomen Johannes Hevelius gelang es 1645 schließlich, eine Phase des Mars zu beobachten.

## Kartographie
Zu Beginn des 19. Jahrhunderts stellten Verbesserungen der Größe und Qualität von Teleskopoptiken einen bedeutenden Fortschritt in der Beobachtungsfähigkeit dar. Am bemerkenswertesten unter diesen Verbesserungen war das achromatische Objektiv des deutschen Optikers Joseph von Fraunhofer, das die Koma und den Farbfehler deutlich reduzierte. Bis 1812 war es Fraunhofer gelungen, eine achromatische Objektivlinse mit einem Durchmesser von 190 Millimetern zu entwickeln. Die Größe dieser Primärlinse bestimmt maßgeblich die Lichtstärke und das Auflösungsvermögen eines Refraktors. Während der Marsopposition im Jahr 1830 verwendeten die deutschen Astronomen Johann Heinrich Mädler und Wilhelm Beer ein 95-Millimeter-Fraunhofer-Refraktor, um eine umfassende Untersuchung des Planeten Mars durchzuführen. Als Bezugspunkt wählten sie eine Stelle, die acht Bogensekunden südlich des Äquators lag. Dieser Punkt wurde später als Sinus Meridiani bezeichnet und wurde zum Nullpunkt des Marsmeridians. Bei ihren Beobachtungen stellten sie fest, dass die meisten Oberflächenmerkmale des Mars dauerhaft sind, und sie bestimmten die Rotationsperiode des Planeten genauer. 1840 fasste Mädler die Beobachtungen aus zehn Jahren zusammen und zeichnete die erste Marskarte. Anstatt den verschiedenen Markierungen Namen zu geben, bezeichneten Beer und Mädler sie mit Buchstaben; so hatte die Meridianbucht beispielsweise das Merkmal „a“.
Bei Arbeiten an der Vatikanischen Sternwarte während der Marsopposition im Jahr 1858 bemerkte der italienische Astronom Angelo Secchi eine große blaue dreieckige Erscheinung, die er den „Blauen Skorpion“ nannte. Dieselbe jahreszeitlich bedingte wolkenähnliche Formation wurde 1862 von dem englischen Astronomen Joseph Norman Lockyer gesehen, und sie wurde auch von anderen beobachtet. Während der Opposition von 1862 fertigte der niederländische Astronom Frederik Kaiser Zeichnungen des Mars an. Durch den Vergleich seiner Abbildungen mit denen von Christiaan Huygens und dem englischen Naturphilosophen Robert Hooke konnte er die Rotationsperiode des Mars weiter präzisieren, die er auf eine Zehntelsekunde genau ermitteln konnte.
Angelo Secchi fertigte 1863 einige der ersten Farbabbildungen des Mars an. Er benutzte die Namen berühmter Entdecker für die verschiedenen Oberflächenmerkmale. Im Jahr 1869 beobachtete er zwei dunkle Stellen auf der Oberfläche, die er als canali bezeichnete, was italienisch für Kanäle oder Rillen ist (siehe auch Marskanäle).
1867 erstellte der englische Astronom Richard Anthony Proctor eine detailliertere Karte des Mars, die auf den Zeichnungen des englischen Astronomen William Dawes von 1864 basierte. Proctor benannte die verschiedenen Oberflächenmerkmale nach Astronomen, die zur Beobachtung des Mars beigetragen hatten. Im selben Jahrzehnt wurden vergleichbare Karten und Nomenklaturen von dem französischen Astronomen Camille Flammarion und dem englischen Astronomen Nathaniel Everett Green erstellt.
Der deutsche Astronom Karl Friedrich Zöllner entwickelte 1862 bis 1864 an der Universität Leipzig ein eigenes Photometer zur Messung des Reflexionsvermögens von Mond, Planeten und hellen Sternen. Für den Mars ermittelte er eine Albedo von 0,27. Zwischen 1877 und 1893 beobachteten die deutschen Astronomen Gustav Müller und Paul Kempf den Mars mit Hilfe des Photometers von Zöllner. Sie fanden einen kleinen Phasenkoeffizient (die Veränderung des Reflexionsvermögens mit dem Winkel), was darauf hindeutet, dass die Marsoberfläche glatt und ohne große Unregelmäßigkeiten ist.
1867 untersuchten der französische Astronom Jules Janssen und der britische Astronom William Huggins mit Spektroskopen die Marsatmosphäre. Beide verglichen das optische Spektrum des Mars mit dem des Mondes. Da das Spektrum des Mondes keine Absorptionslinien von Wasser aufwies, glaubten sie, das Vorhandensein von Wasserdampf in der Marsatmosphäre nachgewiesen zu haben. Dieses Ergebnis wurde 1872 von dem deutschen Astronomen Hermann Carl Vogel und 1875 von dem englischen Astronomen Edward W. Maunder bestätigt, aber später in Frage gestellt. 1882 erschien ein Artikel in der Zeitschrift Scientific American, in dem Schnee in den Polarregionen des Mars und Spekulationen über die Wahrscheinlichkeit von Meeresströmungen diskutiert wurden.
Eine besonders günstige perihelische Opposition ereignete sich im Jahr 1877. Der englische Astronom David Gill nutzte diese Gelegenheit, um die Tagesparallaxe des Mars von der britischen Überseeinsel Ascension aus zu messen, was zu einer Parallaxenschätzung von 8,78 ± 0,01 Bogensekunden führte. Mit diesem Ergebnis war er basierend auf der relativen Größe der Umlaufbahnen von Mars und Erde in der Lage, die Entfernung der Erde von der Sonne genauer zu bestimmen. Er stellte fest, dass der Rand der Marsscheibe aufgrund der Atmosphäre unscharf erschien, was die Genauigkeit der Position des Planeten einschränkte.
Im August 1877 entdeckte der amerikanische Astronom Asaph Hall mit einem 660-Millimeter-Teleskop am United States Naval Observatory die beiden Monde des Mars. Die Namen der beiden Trabanten, Phobos und Deimos, wurden von Hall aufgrund eines Vorschlags von Henry George Madan gewählt, der als Lehrer für Naturwissenschaften am Eton College in England wirkte.

Marsbeobachtungen
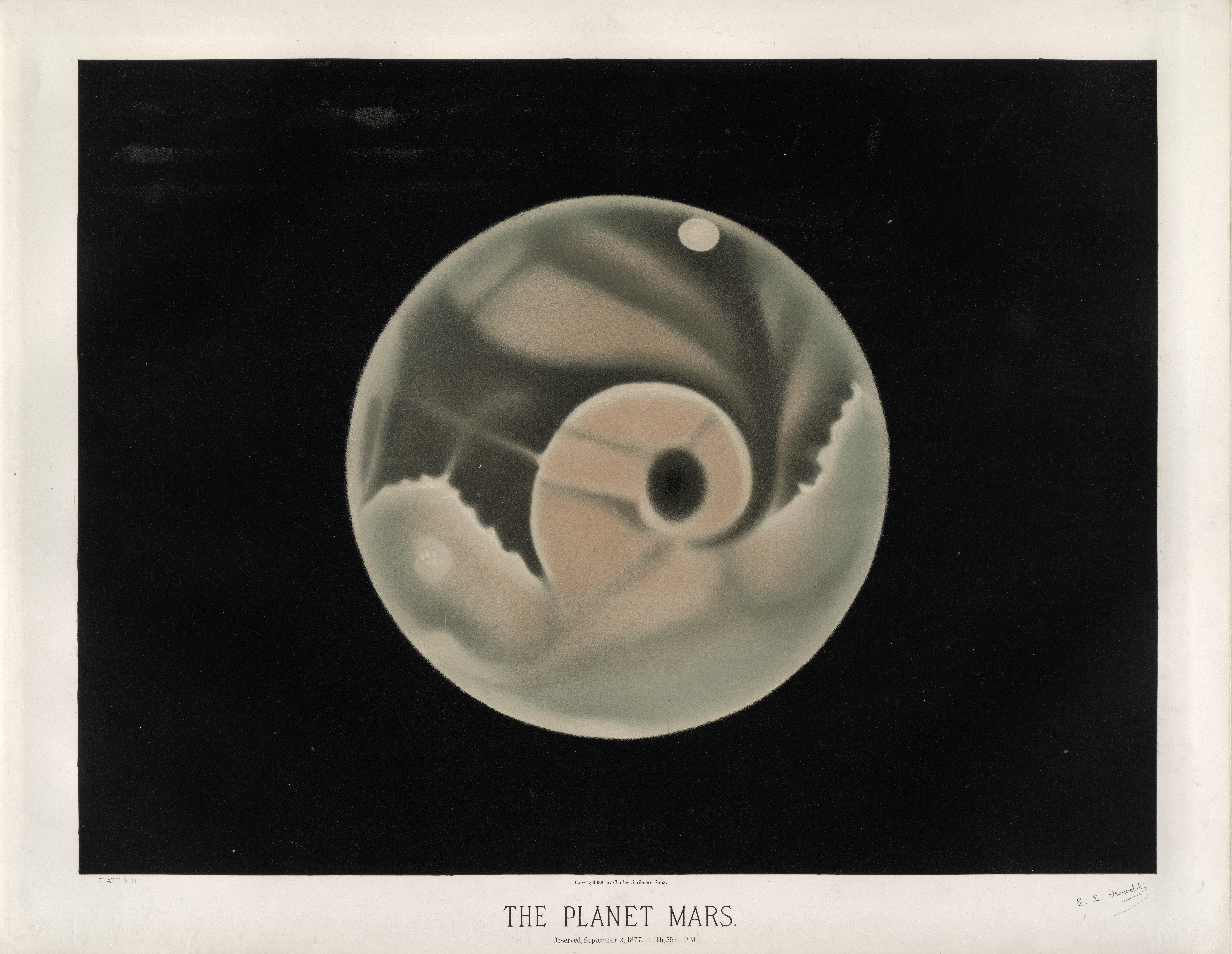
Ein farbiges Gemälde des Mars. Entstanden 1877 durch den französischen Astronomen Étienne Léopold Trouvelot
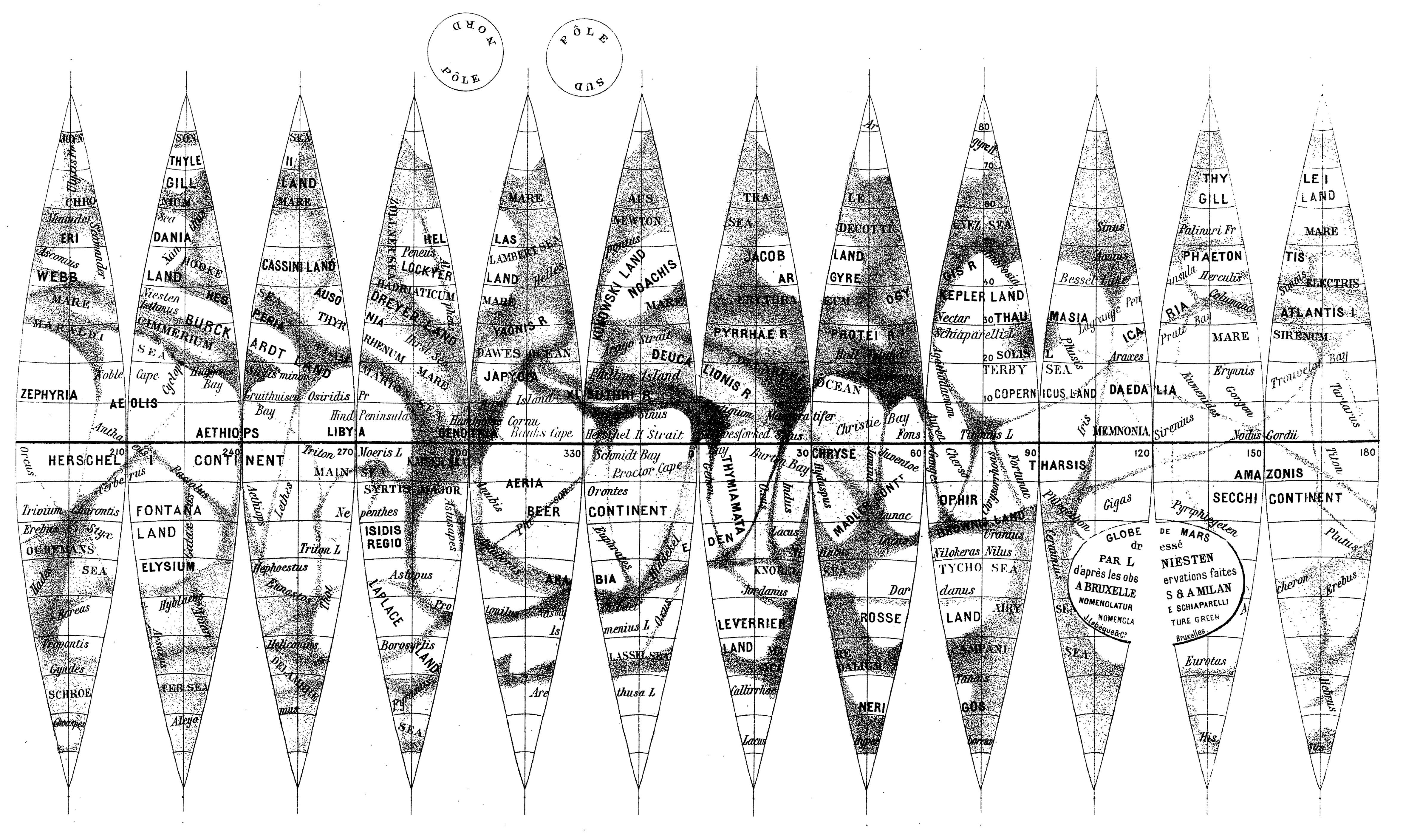
Marsatlas von 1892 des belgischen Astronomen Louis Niesten. Eine schattierte Zeichnung der Albedo-Merkmale des Mars wird in einer horizontalen Folge von Sinusprojektionen gezeigt. Die Karte ist mit benannten Merkmalen versehen.
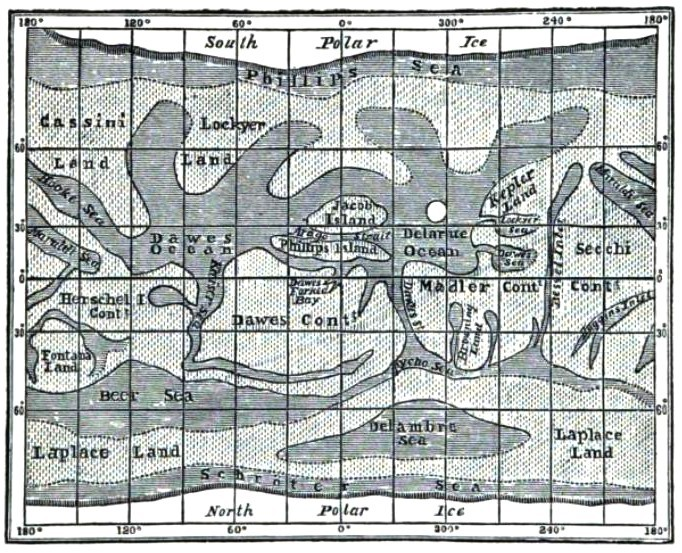
Eine spätere Version der Marskarte des Astronomen Proctor von 1905. Ein rechteckiges Gitter überlagert mäandrierende Muster aus Hell und Dunkel. Ausgewählte Regionen sind mit Namen beschriftet.

## Fernerkundung
Das International Planetary Patrol Program wurde 1969 als Konsortium für die kontinuierlichen Überwachung planetarer Veränderungen gegründet. Diese weltweit organisierte Gruppe konzentrierte sich auf die Beobachtung von Staubstürmen auf dem Mars. Damit wurde es möglich, die jahreszeitlichen Muster auf dem Mars global zu untersuchen, die zeigten, dass die meisten Staubstürme auf dem Mars auftreten, wenn der Planet der Sonne am nächsten ist.
Seit den 1960er Jahren wurden robotische Raumsonden zur Erkundung des Mars aus der Umlaufbahn und zur Oberfläche geschickt, um diese in allen Einzelheiten zu untersuchen. Darüber hinaus wurde die Fernerkundung des Mars von der Erde aus mit bodengestützten und in der Umlaufbahn befindlichen Teleskopen über einen Großteil des elektromagnetisches Spektrums fortgesetzt. Dazu gehören auch Infrarot-Beobachtungen zur Bestimmung der Zusammensetzung der Oberfläche sowie ultraviolette und submillimeter Beobachtungen der Zusammensetzung der Atmosphäre und Messungen der Windgeschwindigkeiten.
Das Hubble-Weltraumteleskop wurde für systematische Untersuchungen des Mars eingesetzt und hat die höchstauflösenden Bilder des Mars aufgenommen, die je von der Erde aus gemacht wurden. Dieses Teleskop kann brauchbare Bilder des Planeten erzeugen, wenn er sich in einem Winkelabstand von mindestens 50° zur Sonne befindet. Das Hubble-Weltraumteleskop kann Bilder einer Hemisphäre aufnehmen, die einen Blick auf ganze Wettersysteme ermöglichen. Auf der Erde stationierte Teleskope, die mit Bildsensoren ausgestattet sind, können nützliche Bilder des Mars erzeugen, die eine regelmäßige Überwachung des Wetters des Planeten während der Oppositionen ermöglichen.
Die Röntgenstrahlung des Mars wurde erstmals 2001 von Astronomen mit dem Chandra-Röntgenobservatorium beobachtet, und 2003 wurde nachgewiesen, dass sie aus zwei Komponenten besteht. Die erste Komponente wird durch Röntgenstrahlen von der Sonne verursacht, die an der oberen Marsatmosphäre gestreut werden; die zweite entsteht durch Wechselwirkungen zwischen Ionen, die zu einem Ladungsaustausch führen. Die Emission der letztgenannten Quelle wurde vom XMM-Newton-Observatorium in der Umlaufbahn bis zum achtfachen des Marsradius beobachtet.

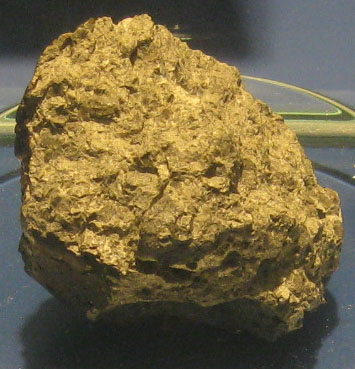
Aufnahme des Marsmeteoriten Allan Hills 84001 mit gelblichem Schimmer

1983 ergab die Analyse der Meteoritengruppen Shergottit, Achondrit und Chassignit (SNC), dass sie möglicherweise vom  Mars stammen. Der 1984 in der Antarktis entdeckte Meteorit Allan Hills 84001 stammt vermutlich vom Mars, hat aber eine völlig andere Zusammensetzung als die SNC-Gruppe. Im Jahr 1996 wurde bekannt gegeben, dass dieser Meteorit mikroskopische Fossilien von Bakterien vom Mars enthalten könnte. Dieser Befund bleibt jedoch umstritten. Chemische Analysen von Marsmeteoriten, die auf der Erde gefunden wurden, legen nahe, dass die oberflächennahe Umgebungstemperatur des Mars höchstwahrscheinlich während eines Großteils der letzten vier Milliarden Jahre unter dem Gefrierpunkt von Wasser lag.

## Galerie

Marsbeobachtungen
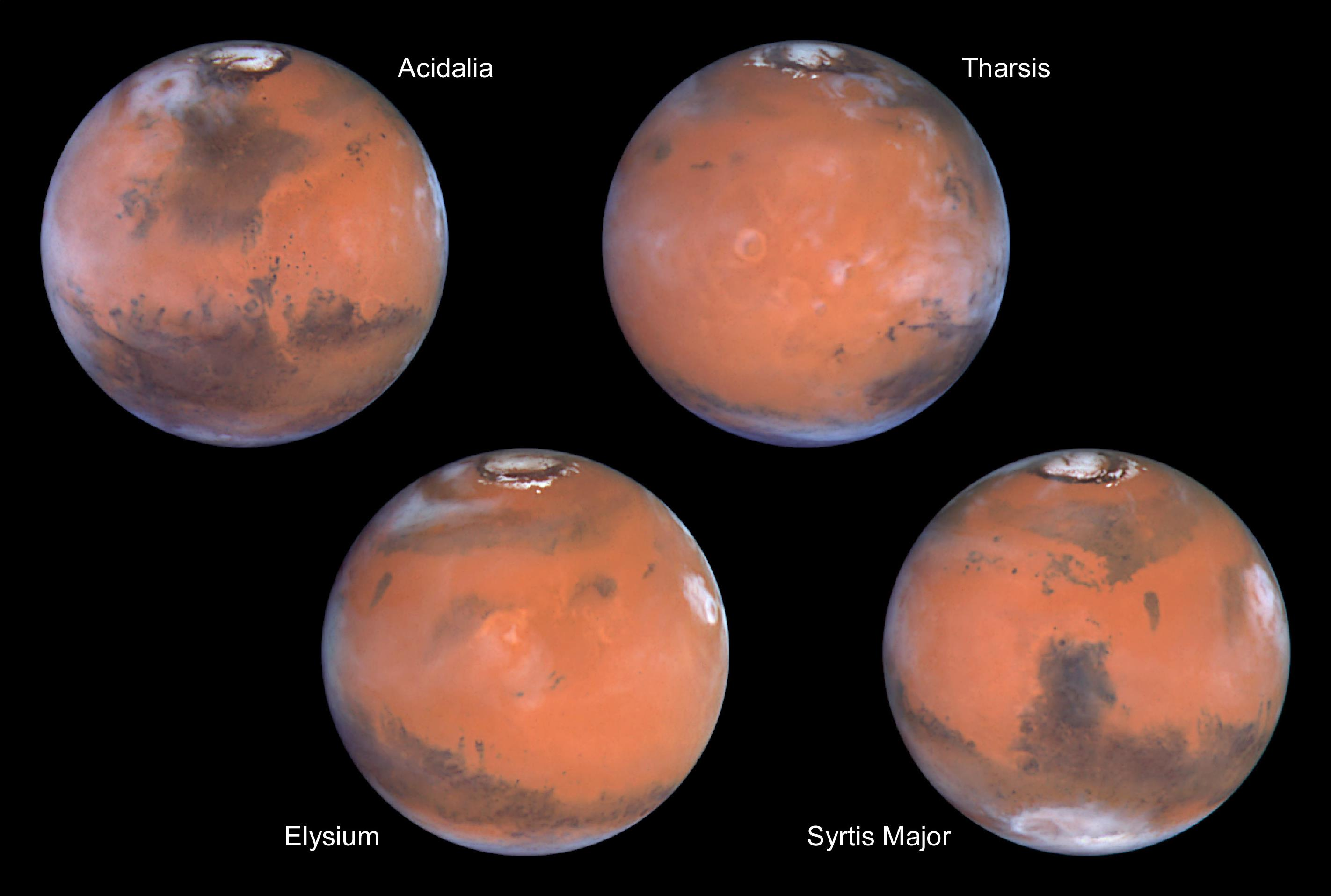
Mars während der Opposition im Jahr 1999, gesehen vom Hubble-Weltraumteleskop
Der Mars bei seiner Opposition im Jahr 2018 als seine Atmosphäre durch den globalen Staubsturm getrübt war, der zum Abbruch des Kontakts zum solarbetriebenen Mars-Rover Opportunity führte